# Enchenberg
Enchenberg är en kommun i departementet Moselle i regionen Grand Est (tidigare regionen Lorraine) i nordöstra Frankrike. Kommunen ligger i kantonen Rohrbach-lès-Bitche som tillhör arrondissementet Sarreguemines. År 2022 hade Enchenberg 1 210 invånare.

## Befolkningsutveckling
Antalet invånare i kommunen Enchenberg
| Referens: INSEE |